# Vereinigte deutsche Linke
Vereinigte deutsche Linke (česky Sjednocená německá levice, dříve Vereinigte Linke, Sjednocená levice nebo Club der Vereinigten Linken), byl početný, liberálně a nacionalisticky orientovaný poslanecký klub na Říšské radě, který od roku 1881 a znovu od roku 1888 volně spojoval několik proudů ústavověrného tábora (tzv. Deutsche Verfassungspartei) mezi německou populací Rakouska-Uherska, včetně českých zemí.

## Historie

### Dobové souvislosti a snahy o integraci ústavověrného bloku
V 60. letech 19. století se souběžně s obnovou ústavního systému vlády v Rakousku zformoval v německorakouské společnosti silný tzv.  ústavověrný proud, který navazoval na liberální myšlenky revolučního roku 1848, podporoval ústavní svobody a moderní koncept Rakouska coby centralizovaného sekulárního státu s německou kulturní a jazykovou dominancí. Ústavní strana oponovala klerikalismu a federalistickým snahám neněmeckých etnik monarchie. 
Ústavověrní ovšem netvořili jednotnou politickou stranu. Šlo o volně definovaný politický a světonázorový tábor, sestávající z několika mírně odlišných politických směrů: Strana ústavověrného velkostatku (provídeňská a centralistická šlechta), staroněmci (tradiční němečtí liberálové) a mladoněmci (němečtí liberálové s větší akcentem na národovectví). Po celá 70. léta fungovaly tyto proudy ve vídeňském parlamentu odděleně. 
Ve volbách do Říšské rady roku 1873 získala Ústavní strana v širokém vymezení 218 z celkových 353 parlamentních mandátů, ale rozdělila se na několik samostatných poslaneckých frakcí. Na Říšské radě tak v roce 1878 fungoval samostatný Klub levého středu (Strana ústavověrného velkostatku) s 57 členy, staroněmecký Klub levice s 64 členy, mladoněmecký Klub pokroku s 41 členy a kromě toho i Nový klub pokroku, ve kterém zasedalo 22 členů. Dalších 5 poslanců se hlásilo k liberálně orientovanému Klubu demokratů.
Po volbách do Říšské rady roku 1879 se situace opakovala. V Poslanecké sněmovně Říšské rady existovaly dva ústavověrné kluby, a to staroněmecký Klub liberálů s 94 členy a mladoněmecký Klub sjednocené Pokrokové strany s 54 členy.

### Vznik Klubu sjednocené levice
Koncem 70. let se v Předlitavsku ujala moci vláda Eduarda Taaffeho, která spojila konzervativní a federalistické síly za přispění Čechů a Poláků a na dlouhou dobu odsunula ústavověrné německé liberály do opozice. Ústavověrný tábor na tento mocenský zvrat reagoval pokusy o sjednocení do akceschopnějšího opozičního bloku. V listopadu 1881 proto vznikl poslanecký Club der Vereinigten Linken. 21. listopadu 1881 se uvádí, že k nové parlamentní frakci přistoupilo již 110 poslanců, podle údajů z 26. listopadu 1881 měl mít klub brzy už 147 členů. Jiný zdroj z 26. listopadu uvádí aktuální počet členů na 138. Zahrnul tak každopádně velkou část ústavověrného tábora.
Stranou zůstala skupina okolo Franze Coroniniho-Cronberga, který později utvořil vlastní parlamentní frakci nazývanou Coroniniho klub (oficiálně Klub liberálního středu).
Klub sjednocené levice nastoupil jednotně do voleb do Říšské rady roku 1885 a získal (podle předběžných odhadů ihned po volbách) 129 mandátů.

### Dočasný rozpad a obnovení Klubu sjednocené německé levice
Po volbách v roce 1885 se dosud jednotně vystupující Klub sjednocené levice rozpadl. Po několik let pak fungoval v Říšské radě samostatný Deutscher Club (Německý klub), který se profiloval nacionálně radikálnějším stylem, a zbytkový Deutschösterreichischer Club (Německorakouský klub). V roce 1887 se od Německého klubu odtrhla ještě menší a radikálnější skupina Deutschnationale Vereinigung (též nazývána Deutschnationaler Club). 
V listopadu 1888 došlo k opětovné integraci, když formace Deutscher Club a Deutschösterreichischer Club opět utvořily společný parlamentní klub, nazvaný nyní Vereinigte Deutsche Linke. V jeho čele stála trojice politiků Johann von Chlumecký, Josef Alfred Heilsberg a Ernst von Plener.
Ve volbách do Říšské rady roku 1891 získali jeho kandidáti více než 100 parlamentních křesel. V květnu 1891 měl klub 108 členů. V prosinci 1893 se uvádí, že klub má 110 členů. Následně počátkem 90. let padla vláda Eduarda Taaffeho a nastoupila vláda Alfreda Windischgrätze. Sjednocená německá levice tehdy poprvé převzala vládní odpovědnost, když společně s konzervativním Hohenwartovým klubem a Polským klubem utvořila v letech 1893–1895 provládní koalici.
Klub fungoval v Říšské radě i v druhé polovině 90. let a teprve koncem dekády se rozložil na několik nezávislých poslaneckých frakcí. Koncem roku 1896 ho opustila většina německých poslanců z Čech, kvůli jejich zásadní opozici vůči politice vlády Kazimíra Badeniho. Klub Vereinigte deutsche Linke se následně rozdělil a ve volbách do Říšské rady roku 1897 jeho kandidáti zaznamenali značné ztráty od nacionálně radikální konkurence, zejména Německé lidové strany. Zbytek čítající 33 poslanců se pak v květnu 1897 (podle jiného zdroje už roku 1896) transformoval do Německé pokrokové strany, která navazovala na mladoněmecké myšlenky, ale byla již organizována jako moderní stranický útvar.

## Členové poslaneckého klubu

### Vereinigte Linke v r. 1881
- K 21. listopadu 1881 celkem 110:[5] Alter von Waltrecht Rudolf, Auspitz Rudolf, Banhans Anton, Bareuther Ernst, Beer Adolf, Budig Johann, Carneri Bartholomäus, Claudi Eduard, Czedik von Bründelsberg Alois, Demel von Elswehr Johann, Dobler Theodor, Doblhoff-Dier Heinrich, Dumba Nikolaus, Edlbacher Max, Ehrlich von Treuenstätt Ludwig, Falke Oskar, Foltz Karl, Foregger Richard, Forster Emanuel, Fürth Josef, Fux Johann, Goëss Zeno Vinzenz, Granitsch Georg, Groß Gustav Robert, Haardt Friedrich Wilhelm, Hackelberg-Landau Rudolf Adam, Hallwich Hermann, Heilsberg Josef Alfred, Herbst Eduard, Hofer Andreas, Chlumecký Johann, Jäkl Anton, Jaksch von Wartenhorst Friedrich, Jaques Heinrich, Kallir Nathan, Keil Franz, Kielmannsegg Karl, Klier Franz, Klinkosch Heinrich, Köpel Mathias, Kopp Josef, Kotz von Dobrz Ferdinand, Kuranda Ignaz, Kutschera Karl, Lenz Alfred, Lohninger Mathias, Magg Julius, Matscheko Michael, Mauthner Max, Meißler Anton, Menger Max, Moritsch Anton, Moro Leopold, Müller Josef, Neußer Franz, Neuwirth Josef, Nischelwitzer Oswald, Nitsche Friedrich, Ofner Johann, Oppenheimer Ludwig, Ottisch Josef, Pacher von Theinburg Gustav, Panowsky Karl, Pauer Johann Paul, Peez Alexander, Pirquet Peter, Plener Ernst, Portheim Eduard, Portugall Ferdinand, Promber Adolf, Proskowetz Emanuel, Raab Eduard, Rechbauer Karl, Reschauer Heinrich, Ritter Valerius, Roser Franz Moritz, Scharschmid von Adlertreu Max, Schaup Wilhelm, Schier Josef, Schmiderer Josef, Schwab Adolf, Siegl Eduard, Siegmund Franz, Spaun Max, Spens-Booden Emanuel, Stibitz Josef, Stöhr Anton, Streer von Streeruwitz Adolf, Sturm Eduard, Sueß Eduard, Sueß Friedrich, Taufferer Benno, Tausche Anton, Terlago Robert, Teuschl Josef, Tomaszczuk Constantin, Wagner Heinrich, Walterskirchen Robert, Weeber August, Wegscheider Johann, Weitlof Moritz, Wickhoff Franz, Wiesenburg Adolf, Wildauer von Wildhausen Tobias, Wolfrum Karl, Wolkenstein-Rodenegg Arthur, Wrann Bartholomäus, Wünsche Josef, Wurmbrand Gundaker, Zedtwitz Karl Moritz
- Přistoupili nově k 26. listopadu 1881:[6] Beeß Georg, Bossi-Fedrigotti Wilhelm, d’Elvert Christian, Foregger Richard, Friedmann Alexander, Gomperz Julius, Haase Theodor, Herrmann Zacharias, Kinsky Christian, Lax Peter, Löblich Franz, Lustkandl Wenzel, Mackowitz Alois, Obentraut Adolf, Pfeifer Franz, Pirko Karl, Pöck Josef, Posch Alois, Posselt Kajetan, Rohrmann Moritz, Russ Victor Wilhelm, Salm-Reifferscheid Louis, Schmuk Rudolf, Skene Alfred, Suttner Gustav, Urbanek Johann, Walterskirchen Robert, Weiß Adolf, Wolkenstein-Trostburg Leopold, Wurmbrand Gundaker, Zschock Ludwig

### Vereinigte Linke v r. 1885
- K 14. červnu 1885 celkem 129:[8] Adametz Karl, Angerer Johann, Aresin-Fatton Josef, Attems Franz, Auspitz Rudolf, Ausserer Karl, Baernreither Josef Maria, Banhans Anton, Bareuther Ernst, Beer Adolf, Beeß Georg, Bendel Josef, Bohaty Adolf, Boos-Waldeck Viktor, Brenner-Felsach Josef, Carneri Bartholomäus, Demel v. Elswehr Johann, Derschatta v. Standhalt Julius, Dobler Theodor, Doblhoff-Dier Heinrich, Dubský Quido, Eigner Moritz, Exner Wilhelm, Foregger Richard, Furtmüller Rudolf, Goëss Zeno Vinzenz, Gomperz Julius, Groß Franz Xaver, Gudenus Leopold, Haase Johann, Haase Theodor, Hackelberg-Landau Rudolf Adam, Hallwich Hermann, Heilsberg Josef Alfred, Herbst Eduard, Hirsch Gustav, Hock Gustav, Hohenlohe-Waldenburg-Schillingsfürst E., Hübner Viktor, Hütter Heinrich, Chlumecký Johann, Jäkl Anton, Jaksch v. Wartenhorst Friedrich, Jaques Heinrich, Keil Franz, Kielmannsegg Karl, Kindermann Franz, Kirschner Josef, Klinkosch Heinrich, Knotz Alfred, Kopp Josef, Kraus Victor, Křepek Franz, Kübeck Max, Leon Gustav, Magg Julius, Matscheko Michael, Mauthner Max, Meißler Anton, Menger Max, Moro Leopold, Moscon Julius, Neußer Franz, Neuwirth Josef, Nischelwitzer Oswald, Nitsche Friedrich, Ofner Johann, Oppenheimer Ludwig, Pacher v. Theinburg Gustav, Pauer Johann Paul, Pernerstorfer Engelbert, Pickert Karl, Pirko Karl, Pirquet Peter, Plener Ernst, Polak Otto, Popper Heinrich, Posch Alois, Posselt Kajetan, Prade Heinrich, Promber Adolf, Proskowetz Emanuel, Reicher Heinrich, Richter Franz, Ritter Valerius, Roser Franz Moritz, Russ Viktor Wilhelm, Scharschmid v. Adlertreu Max, Schaup Wilhelm, Schier Josef, Schmidt Anton, Schürer Franz, Siegl Eduard, Siegmund Adolf, Skene Alfred, Sommaruga Guido, Spaun Max, Spens-Booden Emanuel, Stadlober Thomas, Steiner Anton, Steinwender Otto, Stibitz Josef, Stöhr Anton, Strache Eduard, Sturm Eduard, Sueß Eduard, Sueß Friedrich, Suttner Gustav, Swoboda Heinrich, Taufferer Benno, Tausche Anton, Tersch Emil, Tomaszczuk Constantin, Vielguth Hermann, Wagner Heinrich, Waibel Johann Georg, Weeber August, Wegscheider Johann, Weitlof Moritz, Wenzlitzke Fritz, Wickhoff Franz, Wildauer v. Wildhausen Tobias, Winterholler Gustav, Wrabetz Karl, Wrann Bartholomäus, Wurmbrand Gundaker, Zedtwitz Karl Moritz, Zschock Ludwig